# Пиридин
Пиридин е хетероциклично ароматно органично съединение с химическа формула C5H5N. Структурно наподобява бензен, с една заместена с азотен атом CH група. Използва се като прекурсор за производството на агрохимикали и фармацевтични препарати, също се използва и като разтворител и реагент. Той е безцветна течност с характерна неприятна миризма на риба. Пиридиновият пръстен се среща в множество важни химични вещества, включително и никотина.

## История
Пиридинът е открит през 1851 от Томас Андерсън, благодарение на опитите му върху дестилацията на животински материали. Думата пиридин произлиза от гръцките „пир“ огън и „идин“ наставка използвана за означаване на ароматни бази. Структурата на пиридина е установена през 1869 – 1870 от Вилхелм Кьорнер и Джеймс Дюар. Откритието на структурата на пиридина позволява създаването на нови методи за неговия синтез, сред които и този на Артур Ханч през 1882. Производството на пиридин нараства след 1940 година, когато започва масовото производство на 2-винилпиридин за синтеза на латекс. До наши дни световното производство на пиридин постоянно расте, вследствие откриването на структурата му в множество биомолекули.

## Получаване
Първоначално индустриалното производство на пиридин се извършва чрез екстракция от катран. Синтеза се осъществява по метода на Чичибабин чрез взаимодействие между формалдехид, амоняк и ацеталдехид. За този процес се използва посредничеството на акролеин:
CH2O + NH3 + 2 CH3CHO → C5H5N + 3 H2O + H2
В резултат могат да се получат алкил и арил заместени производни и по-конкретно: монометилови производни – пиколини, диметилови производни – лутидини и триметилови производни – колидини.
За по-специални случаи се използва добре разработен метод за получаване на пиридинов скелет – синтез на Ханч, който представлява мултикомпонентна реакция между формалдехид, кето-естер и азотен донор.

## Химични свойства

### Базичност
В органичните реакции, пиридинът се държи едновременно като третичен амин, встъпвайки в реакции на протониране, алкилиране, ацилиране и N-окисление, както и като ароматно съединение, встъпващо в реакции на нуклеофилно заместване.
Азотния атом в пиридина съдържа една свободна електронна двойка. Поради това, че тази електронна двойка не е делокализирана в ароматната π-електронната система на пръстена, пиридинът е слаба основа с химични свойства на третичен амин. Пиридинът се протонира при реакция с киселина и образува положително зареден ароматен молекулен йон наречен пиридиниев катион.

### Свойства на N-нуклеофил и лиганд
Пиридинът е добър нуклеофил, който лесно се атакува от алкилиращи агенти, при което се полъчават N-алкилпиридиниеви соли. Пример за такава сол е цетилпиридиниевият хлорид, който представлява катионно ПАВ широкоизползвано за дезинфекция и като антисептично средство. Пиридинът намира също широка употреба и като лиганд в координационната химия.

### Нуклеофилни реакции в ароматния пръстен
Нуклеофилно заместване протича на C-2 и C-4 места, при което се получават предимно 2 и 4 заместени продукти. Пример за такава реакция е реакцията на Чичибабин, където пиридин взаимодейства с натриев амид до получаване на 2-аминопиридин.

## Приложение

### Роля в химичния синтез
Пиридинът е важен разтворител и реагент в органичния синтез. Редуцира се до пиперидин, който намира широко приложение в синтеза на пептиди. Използва се като катализатор в множество реакции на кондензация, дехалогениране, халогениране и ацилиране. Той е основният прекурсор за производството на множество инсектициди, хербициди, фармацевтични препарати, хранителни подобрители, бои, експлозиви и дезинфектанти.

### Пиридинът като разтворител
Широко използван е като полярен апротен разтворител, като най-често често се използва за среда за протичане на реакции на окисление, тъй като трудно се окислява. Смесва се с широк спектър разтворители, включително хексан и вода. Деутерираният пиридин, наречен пиридин-d5, е често срещан разтворител в 1H-ЯМР спектроскопия.

## Безопасност
Пиридинът е вреден при вдишване, поглъщане или при попадане върху кожата. Симптомите на остра пиридинова интоксикация са замаяност, главоболие, гадене и загуба на апетит. Възможни са и по-тежки прояви – коремна болка и белодробен оток. Настоящата оценка за възможен карциногенен ефект върху хора е отрицателна, тъй като няма адекватни доказателства за това, въпреки че се наблюдава известна карциногенност при някои животни. LD50 при плъхове (перорално) е 891 mg/kg. Пиридинът е запалим. Лесно се разгражда от бактериите до амоняк и въглероден диоксид. Незаместеното пиридиново ядро се разгражда по-лесно в сравнение с пиколин, лутидин, хлорпиридин или аминопиридин